# Bariri
Bariri é um município brasileiro do interior do estado de São Paulo,  localizando-se na região de Bauru. Sua população, conforme estimativa do IBGE de 2019, era de 35 264 habitantes.

## Toponímia
Segundo o dicionário tupi-guarani, Bariri quer dizer "águas barulhentas". No caso do município de Bariri, seu nome deve-se à existência das duas corredeiras próximas ao povoado, no rio Tietê, chamadas Bariri-guaçu e Bariri-mirim. Tais corredeiras desapareceram com a construção da Barragem de Ibitinga e da Barragem Ministro Álvaro de Souza e Lima (Bariri), com inauguração no dia 19 de novembro de 1965 e potência de 143,10 megawatts.

## História
Bariri foi nascida e ocupada inicialmente pelos índios, a região de Bariri teve sua ocupação de origem europeia iniciada em 1833, com a formação do sítio do Tietê e do bairro do Tietê. Em 1838, um dos moradores locais, João Leme da Rosa, doou terras para a construção da capela de Nossa Senhora das Dores. O local passou, então, a ser conhecido como Povoação de Nossa Senhora das Dores do Sapé, nome que foi alterado posteriormente para "Sapé do Jaú".
Em 1890, tornou-se município com seu nome atual, Bariri. Nessa época, iniciou-se uma intensa imigração de italianos, sírios, espanhóis e portugueses para o município. A partir de 1910, o município cresceu com o cultivo de café. O crescimento intensificou-se com a inauguração da usina hidrelétrica em 1965.

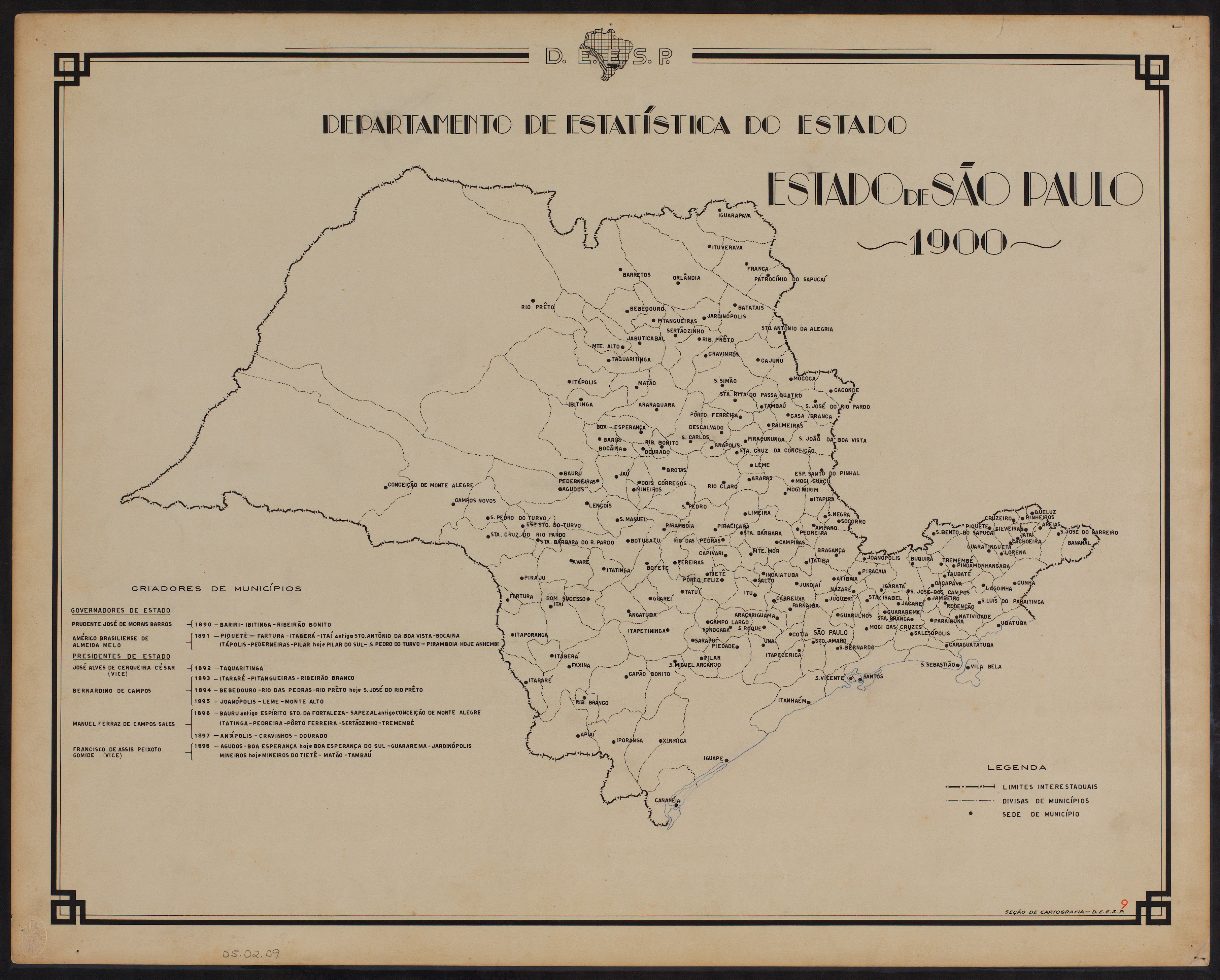
Estado de São Paulo (1900).

## Geografia

### Hidrografia
- Rio Tietê
- Rio Jacaré Pepira

### Rodovias
- SP-304 - Rodovia Leônidas Pacheco Ferreira, que liga Jaú à Ibitinga, possui um tráfego considerável em horários de pico, principalmente por parte de caminhões, mesmo assim ainda possui pista simples. Passa por modernização, com a construção de segundas faixas e recapeamentos.
- SP-261 - Rodovia Braz Fortunato; Cesar Augusto Sgavioli que liga Bariri à Pederneiras, também com pista simples.

## Política e administração
- Prefeito: Airton Luis Pegoraro (2025-2028)
- Vice-prefeito: Paulo Cesar Andreoli (2025-2028)
- Presidente da Câmara: Ricardo Prearo (2025-2026)

## Infraestrutura

### Transportes
- Aeródromo municipal, possui pista de terra usada principalmente por ultraleves e aeronaves rurais.

### Comunicações
O sistema de telefones automáticos foi inaugurado na cidade em 1978 pela Telecomunicações de São Paulo (TELESP), que também implantou o sistema de discagem direta à distância (DDD) em 1978 com o código de área (0146).
Na década de 90 o código DDD da cidade foi alterado para (014), para padronização do sistema telefônico com a telefonia celular que estava sendo implantada em todo o estado.

## Religião
O Cristianismo se faz presente na cidade da seguinte forma:

### Igreja Católica
- A igreja faz parte da Diocese de Jaú.[11]

### Igrejas Evangélicas
- Assembleia de Deus Ministério do Belém.[12][13]
- Congregação Cristã no Brasil.[14]
- Igreja Presbiteriana Independente do Brasil.[15]

## Galeria de fotos

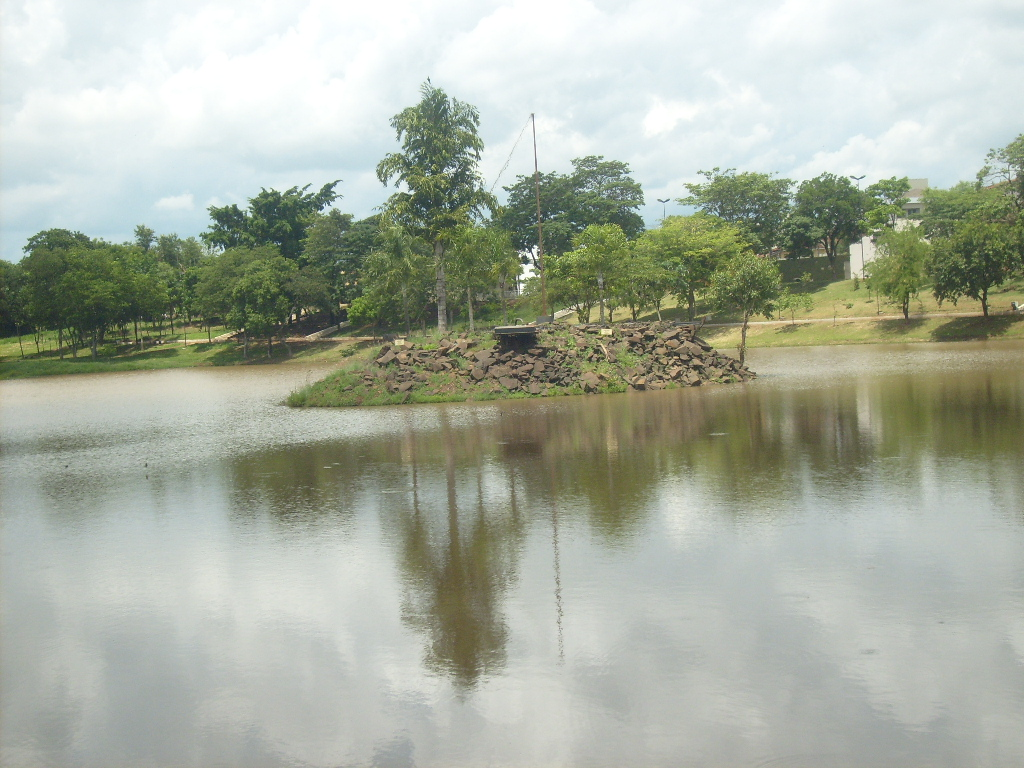
Lago Municipal de Bariri.
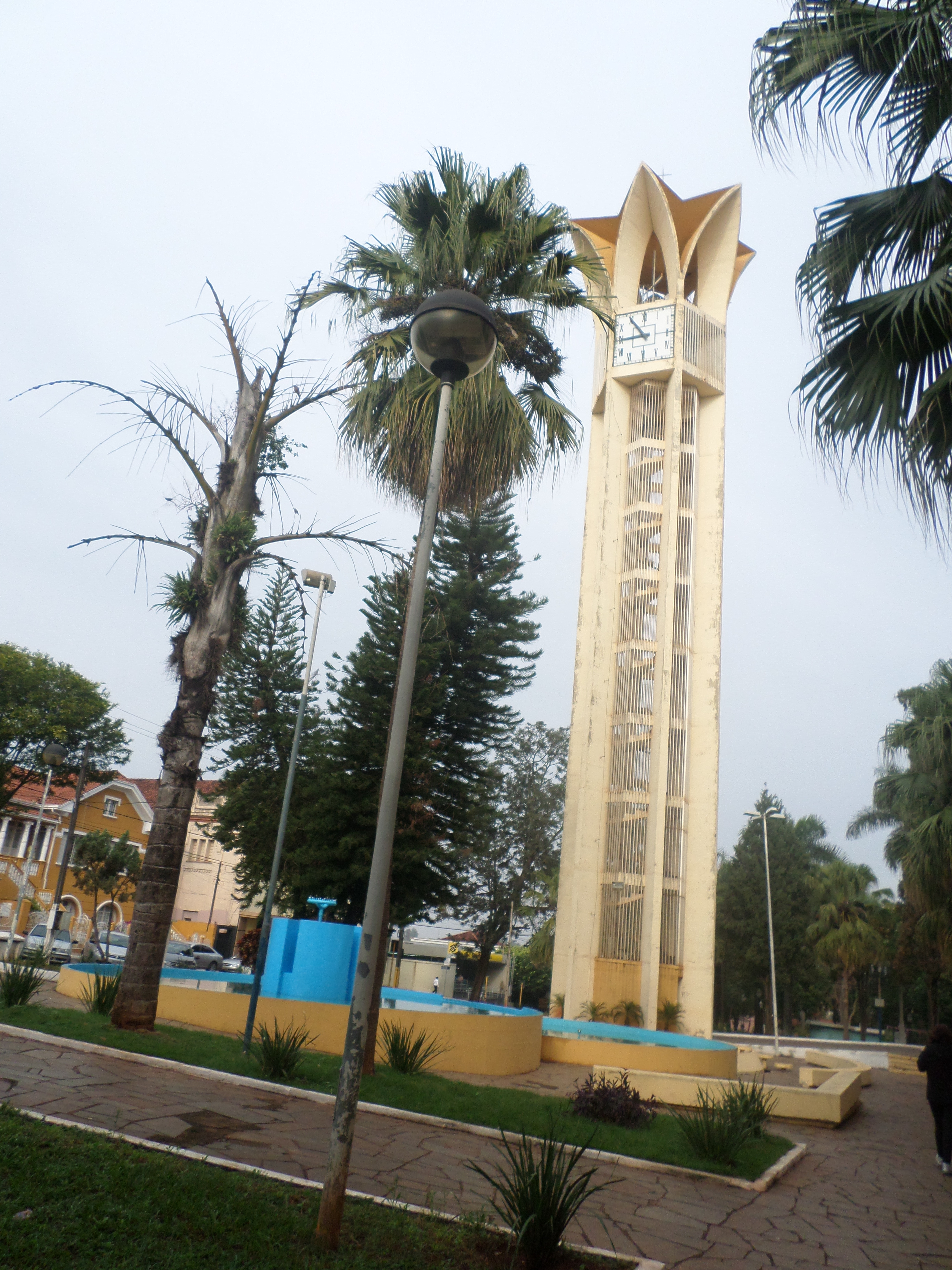
Torre do Relógio da Igreja Matriz.
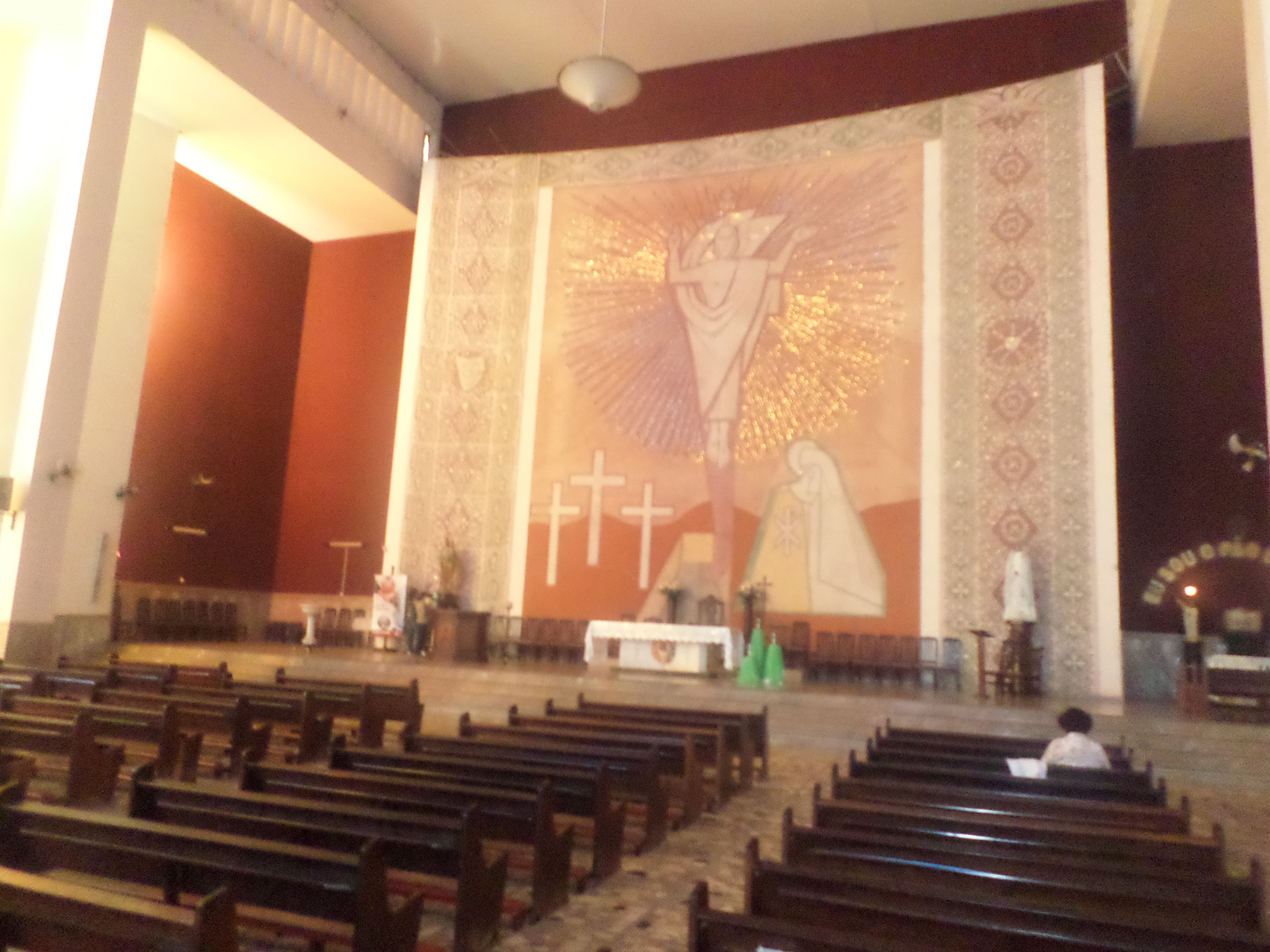
Interior da belíssima Igreja Matriz.
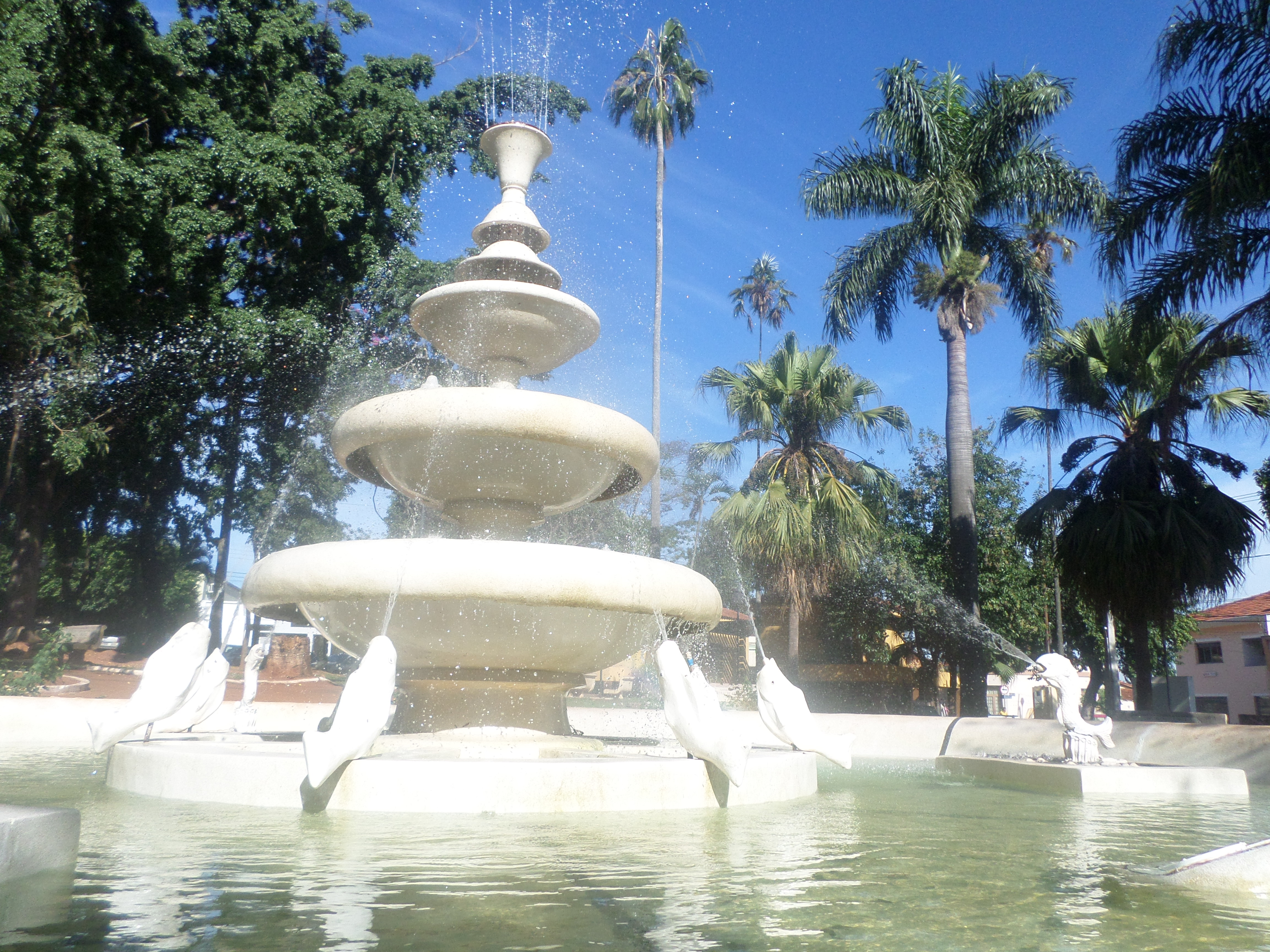
Chafariz da Praça da Matriz.